# Lingua unna
L'unno era la lingua parlata dagli antichi Unni europei.
Molto poco è noto di questo idioma e sono state avanzate diverse ipotesi sulla sua origine, problema del resto connesso a quello dell'identità del popolo degli Unni e, forse, dei Hsiung-nu.
Tra le poche parole che ci sono pervenute:
- medos: bevanda simile all'idromele,[1]
- kamos: altra bevanda, a base di orzo,[1]
- strava: banchetto funebre.[1]

## Ipotesi di identificazione
È stato suggerito che l'unno fosse una lingua altaica, imparentata col turco. La lingua era probabilmente simile a quella parlata dai Bulgari della regione del Volga (vedi: Lingua dei Bulgari del Volga).. Pertanto appartenendo con ogni probabilità al gruppo bulgaro delle lingue turche, la lingua oggi esistente più simile alla lingua parlata dagli Unni sarebbe il ciuvascio (vedi lingue turche-->classificazioni)
Gli unni europei avevano nella loro lingua alcune influenze iraniche che provenivano dalla lingua dei Sarmati e da quella degli Alani, nonché influenze germaniche per il loro contatto con Goti e Gepidi.
Un'ipotesi, non dimostrata, è che gli Unni furono assimilati dagli Ungari senza che nella lingua ungherese (che ha un'origine diversa) ne rimanessero tracce.
Alcuni linguisti hanno proposto una origine Ket per la lingua unna. 
La proposta non ha riscosso molto credito.